# Nickern
Nickern ist ein Ortsteil von Dresden und gehört zum Stadtbezirk Prohlis. 
Die Ortschaft liegt stadtauswärts, südlich der S 172 in Richtung Heidenau/Pirna am Geberbach. Die S 172 trennt ab dem Waldstreifen des Nickerner Abzugsgrabens (hinter dem Selgros-Großhandelsmarkt) das Prohliser Neubaugebiet und größere Gewerbeansiedlungen auf Nickerner Flur. Der Geberbach verbindet beide Orte und umfließt dabei eine Erhebung (wichtig für die ersten Siedler) des Plauen-Nickerner Löß-Hügelgebietes.

## Geschichte

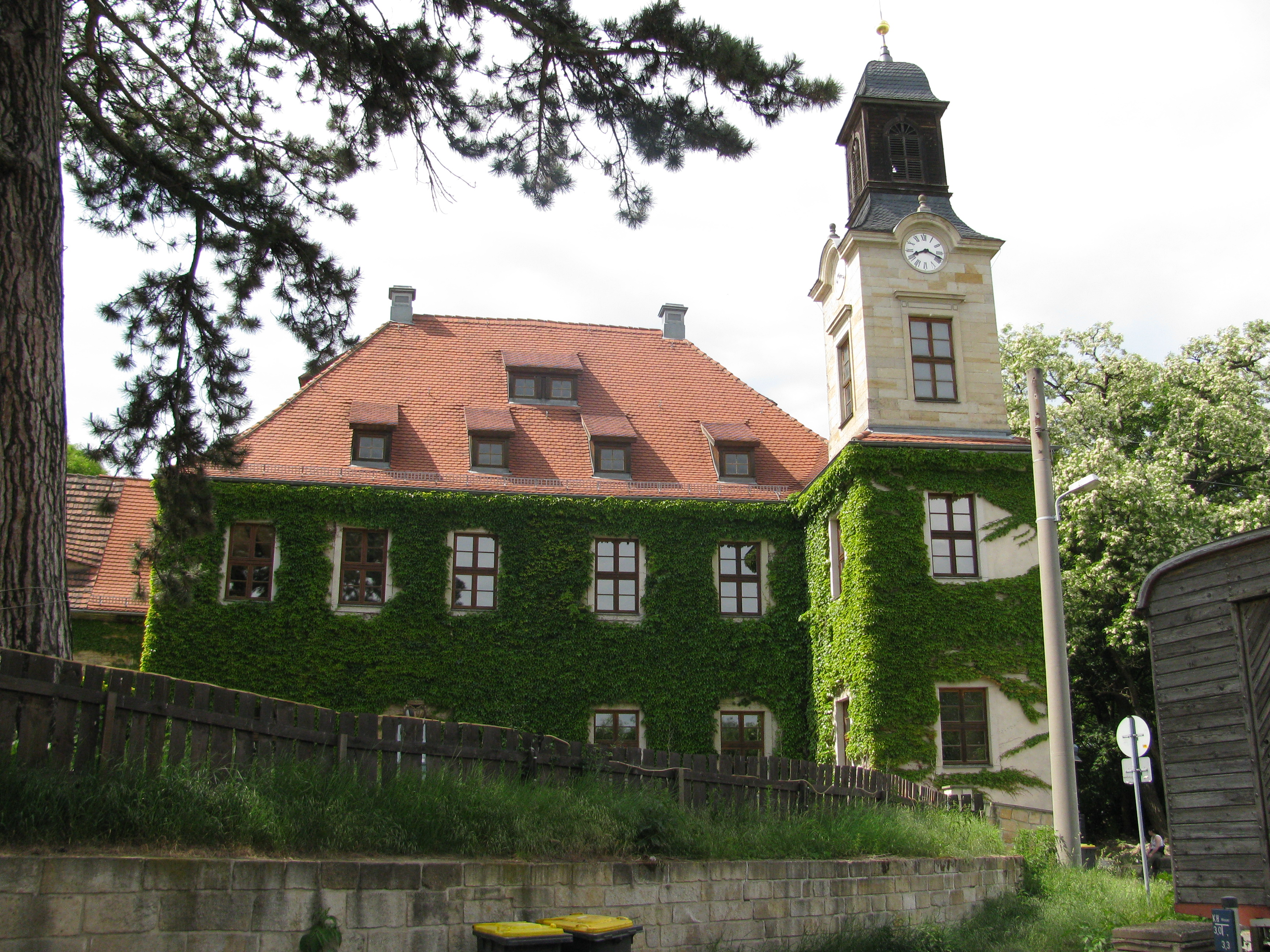
Schloss Nickern

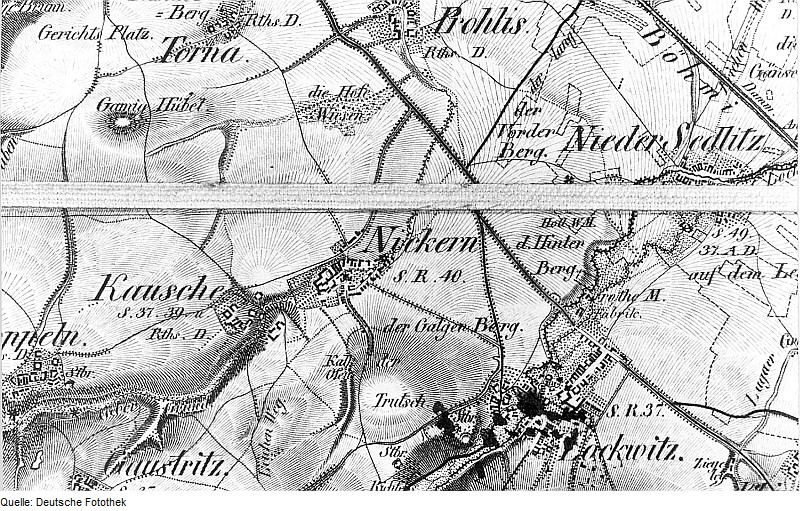
Nickern und seine Nachbardörfer auf einer Karte aus dem 19. Jahrhundert

Die ehemaligen Kreisgrabenanlagen aus dem 5. Jahrtausend v. Chr. sind vermutlich das Zentrum der ersten Besiedlung des Dresdner Elbtals gewesen.
Aus der frühen Bronzezeit (Aunjetitzer Kultur) sind Grabfunde gemacht worden.
Ein Männergrab (um 550) und ein Frauengrab (letztes Drittel 6. Jahrhundert) wurden 1897 entdeckt und den Langobarden zugeordnet. Die Langobardenstraße hat daher ihren Namen.
Der Ort wird 1288 erstmals als Nicur erwähnt, was als „Ort des Nikur“ gedeutet aber auch vom urslawischen Kuriti („nicht räuchern“) abgeleitet werden kann. 1923 wurde Nickern nach Lockwitz eingemeindet und mit diesem gemeinsam am 1. Januar 1930 nach Dresden.
Nickern unterteilt sich in Altnickern, einen sehr gut erhaltenen Dorfkern mit der alteingesessenen Bäckerei als Mittelpunkt, und Neunickern, einer in den 1930er Jahren entstandenen Siedlung. In den letzten Jahren sind die als Luftwaffenkaserne entstandenen Gebäude saniert und bewohnbar gemacht worden. Von diesen Kasernen aus sind russische Panzer im Jahr 1968 zur Niederschlagung des Prager Frühlings losgezogen. Außerdem ist es in den letzten Jahren von einem Neubaugebiet erweitert worden, das sich bis nach Lockwitz erstreckt.
Bemerkenswert ist auch das Schloss Nickern, welches nach der Wiedervereinigung lange Jahre als Kulturzentrum diente. Im Zuge von Kürzungen für soziale Projekte musste der Verein Schloss Nickern e. V. den Betrieb einstellen. Das Schloss befindet sich heute im Privatbesitz und wird schrittweise rekonstruiert. Darin ist auch die Heimatstube Nickern.
Der Kinder- und Jugendbauernhof Nickern organisiert seit einigen Jahren mit Erfolg soziale Projekte für Kinder und Jugendliche.
Auf dem neugestalteten Sportplatz der ehemaligen Kaserne spielt seit 2011 der Verein Gebergrund Goppeln Fußball.
Seit Anfang 2020 wird in Nickern und Prohlis auf elf Info-Stelen am Archaeo-Pfad Dresden über jeweilige archäologische Funde bzw. lokale Geschehnisse informiert. Dazu wurde eine Broschüre Nickern und Prohlis – Archäologie und Geschichte am Geberbach in Dresden vom Landesamt für Archäologie Sachsen herausgegeben.

## Bekannte Personen aus Nickern
- Gottfried Joseph Horn (1739–1797), Müller, Instrumentenmacher
- Johann Gottlob Horn (1748–1796), Tischler, Instrumentenmacher
- Wilhelm August Büttig (1809–1879), Arzt, Russischer Staatsrat, Mäzen